# میانگین زمان تا تعمیر
میانگین زمان تا تعمیر (به انگلیسی: Mean Time to Repair) (اختصاری MTTR) بیانگر میانگین زمان مورد نیاز برای تعمیر یک خرابی در سیستم است.